# Hypopyra palliochracea
Hypopyra palliochracea là một loài bướm đêm trong họ Erebidae.